# Brad y Llyfrau Gleision
Brad y Llyfrau Gleision, també coneguda en anglès com a Treachery of the Blue Books (lit. «La traïció dels llibres blaus»), és el nom pel qual es coneix una publicació de 1847 titulada Reports of the commissioners of enquiry into the state of education in Wales («Informes dels comissionats d'investigació sobre l'estat de l'educació a Gal·les»). Els informes, distribuïts en tres volums, van provocar el clam popular per les seves insinuacions sobre els gal·lesos, algunes de les quals van ser qualificades com a ofensives. D'especial interès és la crítica mordaç que es fa sobre la llengua gal·lesa, així com sobre l'inconformisme anglicà i la immoralitat dels gal·lesos en general. El nom Brad y Llyfrau Gleision va ser encunyat per l'autor Robert Jones Derfel en resposta als esmentats informes.
La investigació oficial es va posar en marxa per la pressió exercida pels Radicals, en especial per William Williams, un parlamentari de Coventry, gal·lès de naixença i preocupat per l'estat de l'educació a Gal·les. La perquisició va estar a càrrec de tres inspectors anglesos, R. R. W. Lingen, Jellynger C. Symons i H. R. Vaughan Johnson. Els tres van visitar diferents racons de Gal·les el 1846, recol·lectant evidència i dades estadístiques. No obstant això, cap dels tres inspectors parlava o entenia gal·lès, per la qual cosa els seus informes van prendre com a referència informació que li havien proporcionat alguns testimonis, molts dels quals eren clergues anglicans en una època en la qual l'inconformisme imperava a Gal·les.
L'obra es va completar el 3 d'abril de 1847, i Lingen va presentar el seu informe al govern britànic l'1 de juliol d'aquell mateix any en tres volums amb la coberta de color blau (el terme "llibres blaus" sovint es feia servir per a referir-se a qualsevol tipus d'informes parlamentaris). En un informe molt detallat, els inspectors van concloure que les escoles a Gal·les eren extremadament inadequades, de vegades amb docents que només parlaven anglès i que feien servir llibres de text en aquell idioma en àrees en les quals els nens només parlaven gal·lès. Així mateix, es diu que els gal·lesos monolingües depenien de les escoles inconformistes dominicals per aprendre a llegir i a escriure. L'informe també conclou que els gal·lesos en general eren ignorants, vagues i immorals, responsabilitzant d'això a l'ús de l'idioma gal·lès i a l'inconformisme anglicà. Aquestes declaracions van causar enrenou a Gal·les. Robert Jones Derfel, poeta bard gal·lès, va respondre als informes amb la publicació de Brad y llyfrau gleision el 1854, editada per I. Clarke a Ruthin. La seva obra no va tenir conseqüències polítiques immediates però va donar lloc al naixement d'un moviment nacionalista que defensava un govern autònom a Gal·les. El títol Brad y Llyfrau Gleision («Traïció dels llibres blaus» en gal·lès) al·ludeix a la cèlebre batalla artúrica de la Nit dels ganivets llargs quan, segons Nennius i Geoffrey de Monmouth, els saxons van començar la campanya de conquesta contra els britans nadius.
Moltes vegades els inspectors només es limitaven a escriure textualment les opinions esbiaixades dels terratinents i del clergat anglicà. La major part dels atacs vers la cultura gal·lesa provenien, però, de l'inspector Lingen. Més enllà del biaix polític, els llibres blaus representen una gran font d'informació sobre la societat gal·lesa del segle xix.
Saunders Lewis, en Tynged yr Iaith, sosté que els llibres blaus són per a la història de Gal·les "els documents del segle xix més importants dels que disposem". La seva opinió també es basa en el fet que la publicació dels informes, amb la controvèrsia que en van suscitar, va despertar l'interès polític dels inconformistes gal·lesos. Crítics com els reverends Evan Jones (Ieuan Gwynedd), William Rees (Gwilym Hiraethog) i Thomas Price, així com Henry Richards, van destacar pels seus atacs mordaces dels informes. Amb el pas del temps, aquestes crítiques es van traduir en accions polítiques organitzades que van acabar amb les eleccions generals del Regne Unit de 1868.
La Biblioteca Nacional de Gal·les conserva còpies digitals dels llibres blaus.